# Afrosmilus
Afrosmilus és un gènere de carnívors feliformes extints de la família dels barbourofèlids. Visqué durant el Miocè inferior a Àfrica i Euràsia. La seva fesomia recordava la d'un linx i era molt més petit que els seus parents més recents. Tenia els ullals només una mica allargats.
A. africanus visqué durant el Miocè inferior al sud i l'est d'Àfrica, on se n'han trobat fòssils a Kenya i Namíbia A finals del Miocè inferior, Afrosmilus emigrà via un pont terrestre a Euràsia, on evolucionà A. hispanicus, conegut a partir de fòssils trobats a Espanya.